# Henriette Avram
Henriette Davidson Avram (geborene Henriette Regina Davidson, * 7. Oktober 1919 in New York; † 22. April 2006 in Miami) war eine US-amerikanische Programmiererin und Bibliothekarin.

## Leben und Werk
Avram studierte zwei Jahre lang Medizin am Hunter College. Wie viele junge Frauen ihrer Generation verließ sie das College, als sie 1940 Herbert Mois Avram heiratete. 1952 zog sie mit ihrem Ehemann und ihren drei kleinen Kindern in die Vororte von Washington, damit ihr Mann eine Stelle bei der National Security Agency (NSA) annehmen konnte. Sie belegte Mathematikkurse an der George Washington University und begann ebenfalls bei der NSA zu arbeiten. Sie wurde dort Mitglied der Pioniergeneration der Computerprogrammierer, eine von nur etwa 100 Menschen auf der Welt, die am Computer programmierten.
Danach arbeitete sie als Systemanalytikerin und Programmiererin beim American Research Bureau und dann bei Datatrol, dem zweitgrößten Softwareunternehmen des Landes. Bei Datatrol kam sie bei ihrem Versuch, die Bibliothek des Unternehmens zu organisieren, mit Katalogisierungskonzepten in Berührung. Sie nahm dann 1965 eine Stelle als Systemanalytikerin bei der Library of Congress (LC) an, wo sie ein Datenformat für den Austausch bibliographischer Daten entwickeln sollte. Sie entwickelte daraufhin das im Bibliothekswesen bis heute verbreitete MARC-Format.
1992 beendete Avram ihre Laufbahn in der Library of Congress und zog gemeinsam mit ihrem Ehemann Herbert Avram nach California (Maryland). Als ihr Mann nach 64 Ehejahren starb, bezog sie ihren letzten Wohnsitz in Miami.

## Auszeichnungen (Auswahl)
- 1971: Margaret Mann Citation
- 1974: Federal Woman's Award[2]

## Publikationen (Auswahl)
- MARC, its history and implications. Library of Congress, 1975 (Volltext verfügbar)
- The evolving MARC system: The concept of a data utility. Clinic on Library Applications of Data Processing, 1970 (Volltext verfügbar)